# Мамилов, Суламбек Ахметович
Суламбе́к Ахме́тович Мами́лов (27 августа 1938 — 12 января 2023) — советский и российский кинорежиссёр, сценарист, актёр. Народный артист Республики Ингушетия (2001). Заслуженный деятель Чечено-Ингушской АССР (1974).

## Краткая биография
Родился 27 августа 1938 года в городе Орджоникидзе (в настоящее время Владикавказ). В 1957—1959 учился на историческом факультете Грозненского педагогического института, затем перевёлся на актёрский факультет ЛГИТМиКа, который окончил в 1962 году. В 1970 году окончил ВКСР (учился в мастерских М. Хуциева, А. Алова и В. Наумова).
После окончания ДГИТММиКа и до поступления на ВКСР — актёр Грозненского драматического театра имени Х. Нурадилова.
1970—1977 — режиссёр Северо-Кавказской студии телевидения.
С 1977 года — режиссёр Одесской киностудии.
Скончался 12 января 2023 года в Москве. Похоронен в селении Эзми Джейрахского района Ингушетии на родовом кладбище ингушского тейпа Мамиловых.

## Фильмография

### Актёрские работы
- Бэла (1966) — Казбич

### Режиссёрские работы
Художественные фильмы
- Цвет белого снега (1970)
- Особо опасные… (1979) — также и автор сценария
- Дамское танго (1983)
- День гнева (1985)
- Ночевала тучка золотая… (1989)[2]
- Убийство на «Ждановской» (1992)

Документально-исторические фильмы
- Документальный детектив: «Покушение. Дело 2004 года» (совместно с В. Микеладзе)
- Ингушетия вчера, сегодня, завтра (2004) (совместно с В.  Микеладзе)[3][4]
- Мелодии гор (2006)
- Забытые герои Бреста (2010) (совместно с В. Микеладзе)[5][6].

## Награды и звания
- Народный артист Республики Ингушетия (2001 год).
- Заслуженный деятель Чечено-Ингушской АССР (1974 год).
- Почётная грамота Президента Российской Федерации (12 августа 2019 года) — за заслуги в развитии отечественной культуры и искусства, многолетнюю плодотворную деятельность[7].